# Eriocaulon comptonii
Eriocaulon comptonii är en gräsväxtart som beskrevs av Alfred Barton Rendle. Eriocaulon comptonii ingår i släktet Eriocaulon och familjen Eriocaulaceae.
Artens utbredningsområde är Nya Kaledonien. Inga underarter finns listade i Catalogue of Life.